# Fernando Garibay
Fernando Garibay (phát âm [feɾˈnando gaɾiˈbaj], sinh ngày 27 tháng 12 năm 1982) là một nam nghệ sĩ, nhà sản xuất thu âm, DJ và người viết bài hát gốc México. Anh đã làm việc với nhiều nghệ sĩ bao gồm Lady Gaga, Enrique Iglesias và Britney Spears. Garibay là nhà sản xuất thu âm chủ chốt cho album phòng thu thứ hai của nữ ca sĩ-nhạc sĩ người Mỹ Lady Gaga mang tên Born This Way (2011). Anh cũng làm việc với ban nhạc U2 và nữ ca sĩ Britney Spears. Garibay đã được đề cử 4 giải Grammy.

## Các ấn hành nhạc

### 2001
- Enrique Iglesias - "Don’t Turn Off The Lights"
- Enrique Iglesias - "Escape"
- Valeria - "Ooh La La"

### 2002
- Enrique Iglesias - "Mentiroso"

### 2003
- Enrique Iglesias - "Say It"
- Enrique Iglesias - "Not in Love"
- Enrique Iglesias - "Addicted"
- Sting - "Stolen Car"

### 2004
- Ashlee Simpson - "La La (phiên bản remix của Fernando Garibay)"
- The Corrs - "Summer Sunshine"

### 2005
- Elkland - "Apart"

### 2006
- Jzabehl hợp tác với Alexis y Fido - "Naughty Boys"
- Jzabehl - "It's All About Me"
- Jzabehl - "Throw Your Hands Up"
- Jzabehl hợp tác với Mr. Phillip - "It's Not Over"
- Jzabehl - "O' I Know"
- Jzabehl - "Open My Eyes"
- Mario Vazquez - "Don't Lie"
- Paris Hilton - "Stars Are Blind"

### 2007
- Jordin Sparks - "Save Me"
- Patricia Monterola - "Ojos Negros"
- Patricia Monterola - "The Rhythm"
- Space Monkeys - "Acid House Killed Rock And Roll"
- Transister - "Dizzy Moon"
- Transister - "Head"
- will.i.am - "One More Chance"
- will.i.am hợp tác với Snoop Dogg - "The Donque Song"

### 2008
- Britney Spears - "Quicksand"
- Britney Spears - "Amnesia"
- Enrique Iglesias - "Away"
- New Kids on the Block - "Don’t Cry"
- Nikki Flores - "Could You Ever"
- The Dey - "Taken"
- Pussycat Dolls - "Bottle Pop"
- Lady Gaga - "Text You Pictures" (chưa được phát hành)

### 2009
- Lady Gaga - "Dance in the Dark"
- The Paradiso Girls - "Who’s My B...."
- The Paradiso Girls - "My Dj"
- The Paradiso Girls - "Down"
- The Paradiso Girls - "Unpredictable"
- The Paradiso Girls - "Prima Donna"
- The Paradiso Girls - "Just Friends"
- Sean Kingston - "My Girlfriend"
- Whitney Houston - "Nothin' But Love"
- Sugababes - "Wait For You"
- Sugababes - "Wear My Kiss"
- Cassie hợp tác với Diddy - "Sell It"
- Valeria - "Lola"
- Enrique Iglesias - "Tu Y Yo"

### 2010
- Starshell - "SuperLuva"
- Natalia Kills - "Love Is A Suicide"
- Natalia Kills - "Broke"
- Natalia Kills - "Cold"
- Far East Movement - "Fighting For Air"
- Lady Gaga - "Alejandro" (phiên bản American Idol)

### 2011
- Lady Gaga - Born This Way
  - "Americano"
  - "Bad Kids"
  - "Bloody Mary"
  - "Born This Way"
  - "Born This Way (Phiên bản đồng quê - The Country Road Version)"
  - "The Edge of Glory"
  - "Fashion of His Love"
  - "Fashion of His Love (phiên bản remix của Fernando Garibay)"
  - "Government Hooker"
  - "Heavy Metal Lover"
  - "Highway Unicorn (Road To Love)"
  - "Marry the Night"
  - "The Queen"

### 2012
- Shakira - TBA
  - "Truth or Dare (On the Dance Floor)"
- t.A.T.u. - 200 km/h in the Wrong Lane
  - "All The Things She Said (phiên bản remix của Fernando Garibay)"

### 2013
- Lady Gaga - ARTPOP